# شهلا عطا
شهلا عطا (زاده ۲۰ اکتبر ۱۹۵۹ – درگذشته ۱۲ مارس ۲۰۱۵) یک سیاست‌مدار اهل افغانستان بود. وی در دور پانزدهم شورای ملی افغانستان (ولسی جرگه)، نماینده مردم کابل بود و یکی از دو نامزد انتخابات ریاست جمهوری سال ۲۰۰۹ این کشور بود.

## زندگی‌نامه
شهلا عطا متولد سال ۱۳۴۶ خورشیدی در کابل بود. وی در رشته روانشناسی در پاکستان تحصیل کرد و مدتی برای مهاجران افغان در این کشور کار کرد. او از سال ۱۳۶۹ به مدت ۱۸ سال به همراه خانواده اش در ایالات متحده زندگی می‌کردند. شهلا عطا در انتخابات ۱۳۸۴ مجلس افغانستان به مجلس نمایندگان افغانستان راه یافت. جسد وی در ۱۲ مارس ۲۰۱۵ در خانه‌اش در منطقه شهرنو، کابل کشف شد. حرفه شهلا عطا پرستاری و روانشناسی بود. شوهر وی نیز در یک نزاع فرقه‌ای کشته شده بود.